# Adam Winogrodzki

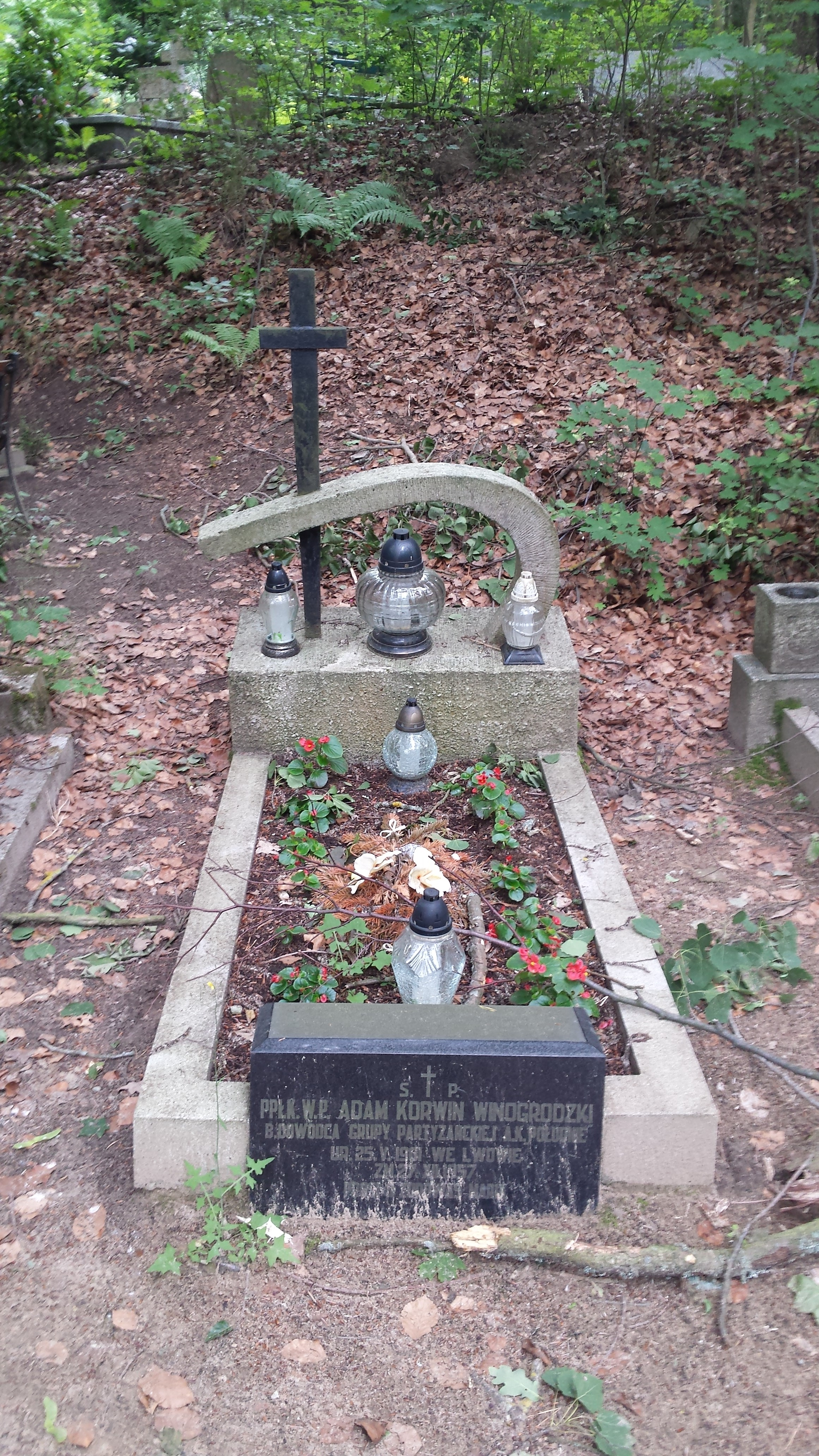
Grób ppłka Adama Winogrodzkiego na Cmentarzu Srebrzysko w Gdańsku

Adam Jerzy Winogrodzki herbu Korwin, ps. „Korwin” i „Ordon” oraz jako Władysław Węgrzynowski (ur. 25 maja 1901 we Lwowie, zm. 27 grudnia 1957 w Gdańsku) – porucznik Wojska Polskiego, kapitan Armii Krajowej, w tym dowódca Zgrupowania AK Południe, po wojnie oficer ludowego Wojska Polskiego.

## Życiorys

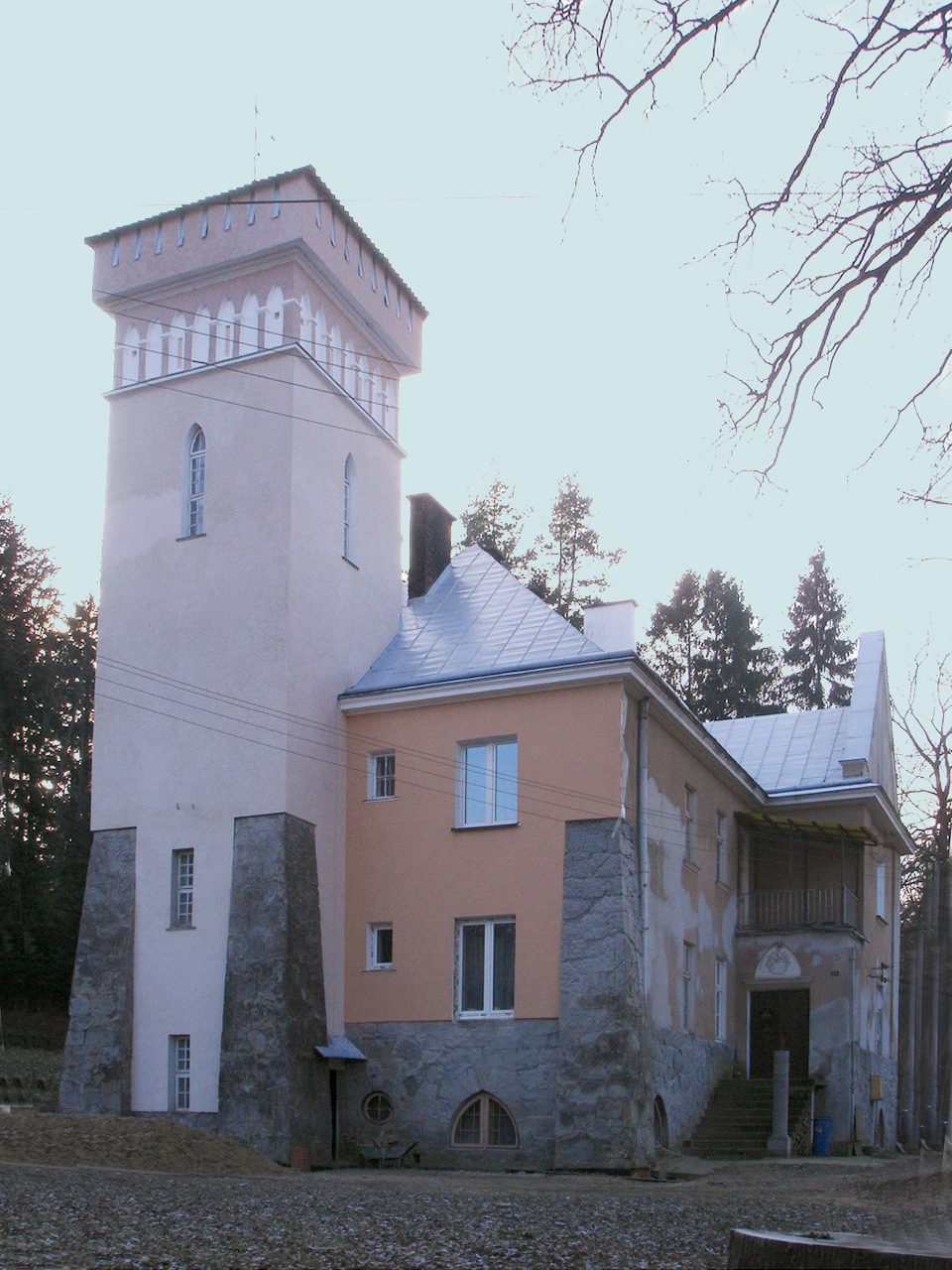
Zamek baronów Gubrynowiczów, w okresie do sierpnia 1944 kwatera główna komendantury zgrupowania „Południe” Adama Winogrodzkiego

Syn Władysława i Heleny. Kształcił się w C. K. Gimnazjum w Złoczowie od 1911 do 1918. 
Po zakończeniu I wojny światowej został przyjęty do Wojska Polskiego. Został awansowany do stopnia podporucznika podlekarza rezerwy ze starszeństwem z dniem 1 czerwca 1919. W 1923, 1924 był oficerem zatrzymanym w służbie czynnej i przydzielony w 1923 jako oficer nadetatowy 6 batalionu sanitarnego z Łodzi przydzielony do Szpitala Rejonowego w Częstochowie, jako odkomenderowany na studia na Uniwersytecie Jana Kazimierza we Lwowie, a w 1924 był dowódcą plutonu 10 batalionu sanitarnego w Przemyślu. Został awansowany na stopień porucznika w korpusie oficerów sanitarnych ze starszeństwem z dniem 1 czerwca 1920. W 1928 pozostawał oficerem administracyjnym w dziale sanitarnym 10 batalionu sanitarnego. Od 1929 do lat 30. służył w 38 pułku piechoty w Przemyślu na stanowisku oficera administracyjno-sanitarnego. W 1938 został przeniesiony do rezerwy. Od 1938–1939 dyrektor ds. kadr w Dyrekcji Okręgowej Poczty w Przemyślu. Według Mieczysława Granatowskiego był oficerem rezerwy broni pancernej i pracował na poczcie we Lwowie.
Wobec zagrożenia konfliktem zbrojnym został zmobilizowany w 1939, a po wybuchu II wojny światowej brał udział w kampanii wrześniowej. Dostał się do niewoli niemieckiej pod Sądową Wisznią. Następnie był więziony w obozie jenieckim w Krakowie, z którego zbiegł w grudniu 1939 i wrócił do Przemyśla. Od grudnia 1939 działał w ZWZ. Został awansowany do stopnia kapitana służby stałej. W konspiracji funkcjonował używając pseudonimów „Korwin” i „Ordon” oraz fałszywej tożsamości Władysław Węgrzynowski podczas działalności w Sanoku. Od kwietnia do listopada 1940 był komendantem Obwodu ZWZ w Przemyślu (wzgl. od maja do października 1940) następnie oficerem operacyjnym Inspektoratu Przemyśl. Wiosną przybył na teren sanocczyzny i dokonał tam odbudowy organizacyjnej Obwodu AK Sanok. Od 15 lutego 1943 komendant Obwodu AK w Sanoku. W tymczasie wydawał m.in. decyzje dotyczące likwidacji konfidentów działających na rzecz Niemców, zatwierdzone przez Wojskowy Sąd Specjalny. Po doniesieniach o napadach rabunkowych jego podwładnych w Sanoku oraz po zarzutach SN i NOW o łamaniu zasad konspiracji i umowy scaleniowej, na przełomie kwietnia / maja 1944 został przeniesiony na stanowisko oficera szkoleniowego Inspektoratu AK Jasło, a wkrótce potem od 1 lipca 1944 na stanowisko dowódcy Zgrupowania „Południe” (oddział OP-11 Józefa Czuchry, „Orskiego”, „Skalnego” Wojciecha Rosolskiego oraz OP-23 „KN-23”). Siedzibą komendy zgrupowania był zamek baronów Gubrynowiczów w Porażu. Głównym zadaniem zgrupowania była walka z wycofującymi się wojskami niemieckimi, walka z bojówkami ukraińskimi i ochrona ludności przed ich napadami. Na zapleczu zgrupowania od strony wschodniej działał oddział polskiej samoobrony dowodzony przez Józefa Pawłusiewicza oraz partyzantka radziecka pod dowództwem kpt. Mikołaja Kunickiego.
We wrześniu 1944 po przełamaniu linii frontu a następnie nawiązaniu kontaktu z 242 Brygadą Pancerną Armii Czerwonej, 19 września tego roku Winogrodzki rozformował zgrupowanie i nakazał złożenie broni i przekazanie jej Sowietom. Jego osobę w oddziale „Południe” określono wówczas, iż przepadł bez wieści. Znacząca część żołnierzy tego zgrupowania zgłosiła się następnie do służby w Wojsku Polskim, w tym oficerowie kontrwywiadu i saperów Obwodu, kwatermistrz Obwodu, komendant placówki AK w Sanoku, komendant placówki AK w Czarnej, Ustrzykach Dolnych oraz komendant Obwodu Krosno OP-15, a część (w tym komendant wywiadu AK zasiliła szeregi MO i UB), zaś pozostali tworzyli szeregi polskiej samoobrony przed UPA. 21 września 1944 Adam Winogrodzki zgłosił się do RKU w Rzeszowie i wstąpił do ludowego Wojska Polskiego oraz uzyskał awans do stopnia majora.
W 1950 zarzucono mu rzekomy kontakt z Niemcami podczas okupacji w 1943, bazując na jego przypadkowym spotkaniu z Oskarem Schmidtem (Austriakiem, utrzymującym wówczas dobre stosunki z Niemcami, jednakowoż równolegle pomagającym Polakom). Negatywnie o osobie Adama Winogrodzkiego wypowiedział się Jan Radożycki ps. „Owczarek”, zarzucając mu pijaństwo, nieprzestrzeganie zasad konspiracji, niesprawiedliwe traktowanie (po wojnie dokonał także krytyki jego powojennych wspomnień uznając je za tendencyjne i gloryfikujące swoją osobę). Na konflikt personalny wskazuje także sprawa złożonych przez Winogrodzkiego wniosków o ukaranie ziemianina z Jurowiec, Stanisława Słoneckiego i zarządcy majątku Kostarowce, rtm. Stefana Pajączkowskiego, za rzekome sabotowanie prac niepodległościowych i podkopywanie autorytetu dowódców AK w terenie; sprawa ukarania obu budziła kontrowersje i nie była jednoznaczna do zaopiniowania, na co wskazywał okręgowy delegat rządu w Krakowie, Jan Jakóbiec. Ukazany został także konflikt kpt. Winogrodzkiego z jego zastępcą w Zgrupowaniu „Południe” w połowie 1944, por. Józefem Czuchrą ps. „Orski”.
Po wojnie z wojska został przeniesiony do rezerwy. U kresu życia był podpułkownikiem w stanie spoczynku. Zawodowo pracował w Przedsiębiorstwach Komunikacji Samochodowej. Był dyrektorem w PKS Katowice. Od 1950 był zatrudniony w PKS Gdańsk, pełniąc stanowisko inspektora kontroli technicznej w zarządzie okręgu. Zamieszkiwał przy ulicy Aleja Zwycięstwa 57 w Gdańsku. Zmarł 27 grudnia 1957 w Gdańsku. Został pochowany na tamtejszym Cmentarzu Srebrzysko 30 grudnia 1957.
Jego żoną od 1948 była Jadwiga, z domu Bielska, uprzednio zamężna ze Stanisławem Krasickim (1905-2000) (rejon IX, kwatera I-1-12), z którą miał syna Adama (1926-2007).

## Upamiętnienie
Pod koniec lat 80. (ok. 1988) został wybity medal upamiętniający o treści Pamięci OP 23 „Południe” 2 Pułku Strzelców Podhalańskich majora Korwina / Bieszczady • Ziemia Sanocka • Beskid Niski (awers) oraz umieszczonymi na krzyżu znakiem Polski Walczącej i napisami 1944, AK, OP23 (rewers), którego projektantami byli Roman Schramm i Janina Lis-Romkiewicz.

## Ordery i odznaczenia
- Krzyż Srebrny Orderu Virtuti Militari
- Krzyż Walecznych – trzykrotnie
- Medal Niepodległości – 29 grudnia 1933 roku „za pracę w dziele odzyskania niepodległości”[32]
- Odznaka za Rany i Kontuzje